# Vuelo 691 de Yeti Airlines
El vuelo 691 de Yeti Airlines (YT691/NYT691) era un vuelo de pasajeros nacional nepalí programado operado por Yeti Airlines desde el aeropuerto Internacional de Katmandú, Katmandú, hasta el Aeropuerto de Pokhara. El 15 de enero de 2023, el ATR 72-500 que operaba este vuelo se estrelló en la orilla del río Seti mientras aterrizaba en Pokhara. Llevaba 72 personas, con 68 pasajeros, incluidos 15 extranjeros, y cuatro tripulantes. El accidente resultó en la muerte de todas las personas a bordo. Es el peor accidente aéreo de Nepal desde 1992 y el peor de un ATR-72.
Fue el desastre aéreo más grave de 2023.

## Aeronave

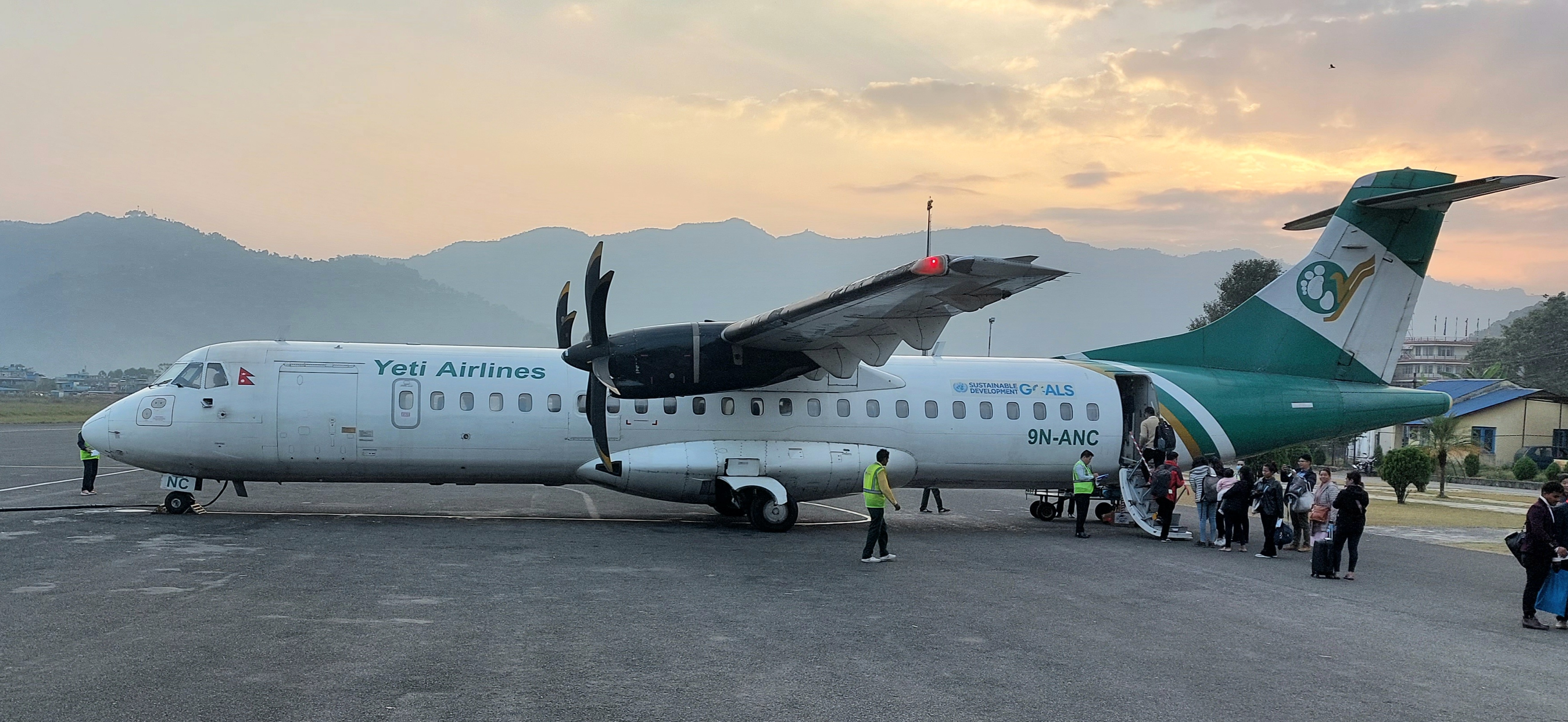
El avión accidentado en noviembre de 2022.

La aeronave implicada en el accidente era un ATR 72-500 de 15 años y 6 meses de antigüedad, con número de serie 754 y matrícula 9N-ANC. Se entregó por primera vez a Kingfisher Airlines como VT-KAJ en 2007. En 2013 se transfirió a Nok Air como HS-DRD antes de entregarse a Yeti Airlines en 2019.

## Pasajeros y tripulación
Había sesenta y ocho pasajeros y cuatro tripulantes nepalíes a bordo. La tripulación estaba compuesta por el capitán nepalí Kamal K.C., de 58 años, la copiloto Anju Khatiwada, de 44 años, y dos tripulantes de cabina. Los pasajeros estaban compuestos por cincuenta y tres nepalíes, cinco indios, cuatro rusos (entre ellos, la influencer Elena Banduro), dos surcoreanos, una argentina, un australiano, un francés y un irlandés con pasaporte británico. Entre los pasajeros había dos bebés.
El accidente resultó en la muerte de las 72 personas a bordo y fue el peor accidente aéreo de Nepal desde el accidente del vuelo 268 de Pakistan International Airlines en 1992.

## Accidente
Pokhara es un importante destino turístico y la segunda ciudad más grande de Nepal. El vuelo despegó de Katmandú a las 10:33 hora local. Se estrelló en la orilla del río Seti antes de aterrizar. Un video tomado poco antes del accidente mostró que la aeronave se inclinó bruscamente hacia la izquierda antes de estrellarse.
Un vídeo del ATR 72-500 fue grabado por una persona desde tierra

## Consecuencias

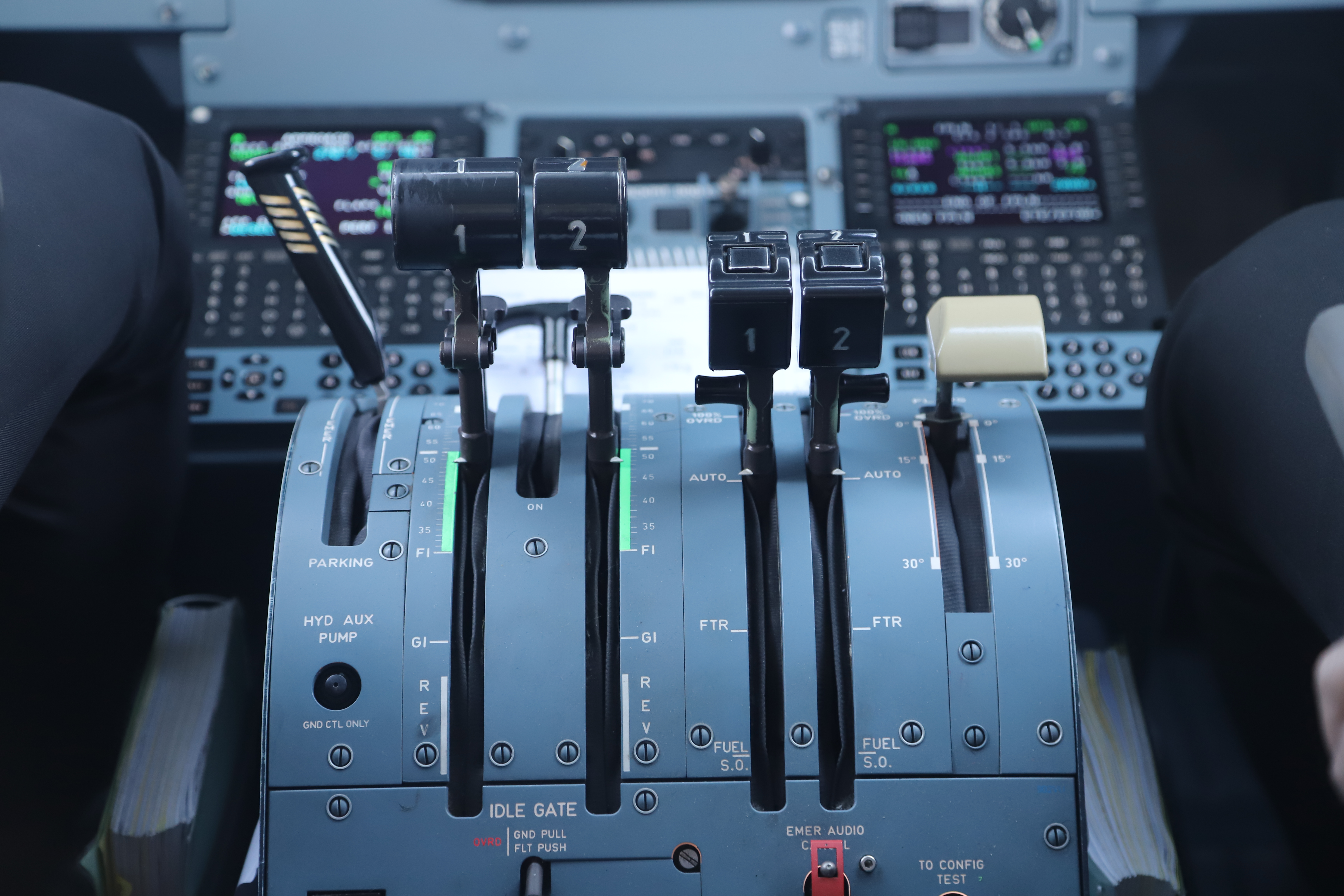
De izquierda a derecha: palancas de freno de mano, potencia, condición y flaps en el pedestal central de un ATR 72.

El aeropuerto fue cerrado cuando las autoridades lanzaron una operación de rescate. El Gobierno de Nepal convocó una reunión de emergencia del gabinete tras el accidente. El ministro de aviación indio, Jyotiraditya Scindia, ofreció sus condolencias.
Yeti Airlines canceló todos sus vuelos regulares el lunes 16 de enero, en señal de duelo por las víctimas del accidente.

## Investigación
Amit Singh, un piloto experimentado y fundador de la Fundación Asuntos de Seguridad de la India, especuló que la transmisión en vivo del teléfono inteligente, tomada momentos antes y durante el accidente, mostraba la nariz del avión notablemente alta, antes de que el ala izquierda cayera repentinamente y el avión se perdiera de vista, indicando una probable entrada en pérdida.
El 16 de enero se localizaron el registrador de datos de vuelo y el registrador de voz de la cabina y se encontró que estaban en buenas condiciones. Las autoridades anunciaron que su contenido sería analizado en Nepal (grabadora de voz) y en Francia (grabadora de datos).
El 17 de enero, las autoridades comenzaron a devolver los cuerpos de las víctimas a sus familias. El 13 de febrero se dio a conocer el informe preliminar. Según el comité, los registradores de datos indicaron que las hélices de la aeronave estaban en bandera antes del accidente. Emplumar una hélice hace que el motor no produzca potencia, y solo se hace en vuelo después de una falla del motor, para minimizar la resistencia causada por el viento.
El cambio de bandera de la hélice se produjo después de que el piloto que volaba ordenó que los flaps se ajustaran a 30 grados; el registrador de datos de vuelo mostró que los flaps no se movían mientras la velocidad de la hélice caía por debajo del 25 % y el par motor caía al 0 %. Una teoría es que el control del piloto movió inadvertidamente las palancas de condición, que controlan la hélice, a la posición de bandera en lugar de mover la palanca de flaps como se pretendía (las palancas de flaps y hélices están una al lado de la otra en el ATR72 - Flaps 30°, y la posición emplumada también casi se alinean físicamente).
Del informe preliminar:

A las 10:56:27, el PF (Piloto de vuelo) desconectó el Sistema de Piloto Automático (AP) a una altitud de 721 pies sobre el nivel del suelo (AGL). Luego, el PF pidió "FLAPS 30" a las 10:56:32, y el PM (Piloto que monitorea) respondió: "Flaps 30 y descendiendo". Los datos del registrador de datos de vuelo (FDR) no registraron ningún movimiento de la superficie de los flaps en ese momento. En cambio, la velocidad de rotación de la hélice (Np) de ambos motores disminuyó simultáneamente a menos del 25 % y el par (Tq) comenzó a disminuir hasta el 0 %, lo que es coherente con el hecho de que ambas hélices entraron en posición de bandera. En la grabación del micrófono del área del registrador de voz de la cabina de mando (CVR), se registró un solo timbre de precaución principal a las 10:56:36. Luego, la tripulación de vuelo llevó a cabo la "Lista de verificación antes del aterrizaje" antes de comenzar el giro a la izquierda hacia el tramo base. Durante ese tiempo, el ángulo de la palanca de potencia aumentó del 41 % al 44 %. En ese momento, Np de ambas hélices se registró como datos no computarizados (NCD) en el FDR y el par (Tq) de ambos motores estaba en 0%. Cuando las hélices están en bandera, no producen empuje.

Informe final
El 28 de diciembre de 2023, la Comisión nepalesa de investigación de accidentes aéreos (AAIC) hizo público su informe final, en el que se indicaba que la causa probable fue el cambio accidental de la posición de ambas palancas de condición a la posición en bandera en vuelo, lo que resultó precisamente en el abanderamiento de las hélices del motor y a la consiguiente pérdida de empuje, provocando la entrada en pérdida aerodinámica y la colisión contra el terreno. También se encontraron otros factores contribuyentes, principalmente errores humanos debidos a una elevada carga de trabajo, falta de una formación técnica y de habilidades adecuada, gestión ineficaz de los recursos de la tripulación (CRM), falta de disciplina estéril en la cabina de pilotaje e incumplimiento de los procedimientos operativos estándar (SOP).